# Cyril Mourgine
Cyril Mourgine (ur. 14 marca 1975) – maurytyjski piłkarz grający na pozycji obrońcy. W swojej karierze rozegrał 37 meczów i strzelił 2 gole w reprezentacji Mauritiusa.

## Kariera klubowa
W sezonie 1994/1995 Mourgine grał w klubie Fire Brigade SC, z którym wywalczył wicemistrzostwo Mauritiusa oraz zdobył Puchar Mauritiusa. W sezonie 2000/2001 był piłkarzem Olympique de Moka i został z nim mistrzem kraju. W latach 2002–2008 występował w AS Port-Louis 2000. Czterokrotnie wywalczył z nim mistrzostwo kraju w sezonach 2002, 2003, 2003/2004 i 2004/2005 oraz sięgnął po krajowy puchar w latach 2002 i 2005. W latach 2008–2010 grał w Pamplemousses SC, w którym zakończył karierę. W 2009 zdobył z nim maurytyjski puchar, a w sezonie 2010 został mistrzem kraju.

## Kariera reprezentacyjna
W reprezentacji Mauritiusa Mourgine zadebiutował 27 lipca 1997 roku w przegranym 0:1 meczu kwalifikacji do Pucharu Narodów Afryki 1998 z Zambią. Od 1997 do 2007 wystąpił w kadrze narodowej 37 razy i strzelił 2 gole.